# Stoic
Pour plus de détails, voir Fiche technique et Distribution.
Stoic est un film dramatique canadien réalisé par Uwe Boll, sorti en 2009. Le film met en vedette Edward Furlong, Sam Levinson, et Shaun Sipos.

## Synopsis
Le film est basé sur un incident réel survenu en 2006 dans la prison de Siegburg, en Allemagne. Il explore les événements qui mènent au suicide apparent d'un détenu après qu'il a été torturé et humilié par ses compagnons de cellule.

## Fiche technique
- Titre original : Stoic
- Réalisation : Uwe Boll
- Scénario : Uwe Boll
- Musique : Jessica de Rooij
- Photographie : Matthias Neumann
- Montage : Thomas Sabinsky
- Production : Uwe Boll
- Société de production : Boll KG
- Pays de production :  Canada
- Langue originale : Anglais
- Genre : Drame
- Durée : 87 minutes
- Budget : 2 millions de dollars
- Sortie[1] : 
  - Belgique : 12 avril 2009 (Festival de Bruxelles)
  - Canada : 17 mai 2009 (Festival de Montréal)
  - France : 22 juin 2009
  - Royaume-Uni : 28 octobre 2009
- Classification : Interdit aux moins de 16 ans dans certains pays

## Distribution
- Edward Furlong : Harry Katish
- Sam Levinson : Mitch Palmer
- Shaun Sipos : Peter Thompson
- Steffen Mennekes : Jack Ulrich

## Production
Le film a été écrit et réalisé par Uwe Boll. La musique a été composée par Jessica de Rooij.

## Réception
Stoic a reçu un accueil mitigé. Certains critiques ont loué la profondeur psychologique du film, tandis que d'autres ont critiqué sa violence graphique.